# Cristian Riveros
Cristian Miguel Riveros Núñez (Julián Augusto Saldívar, 16 de outubro de 1982) é um futebolista paraguaio que atua como volante. Atualmente, joga pelo Club Libertad.

## Grêmio

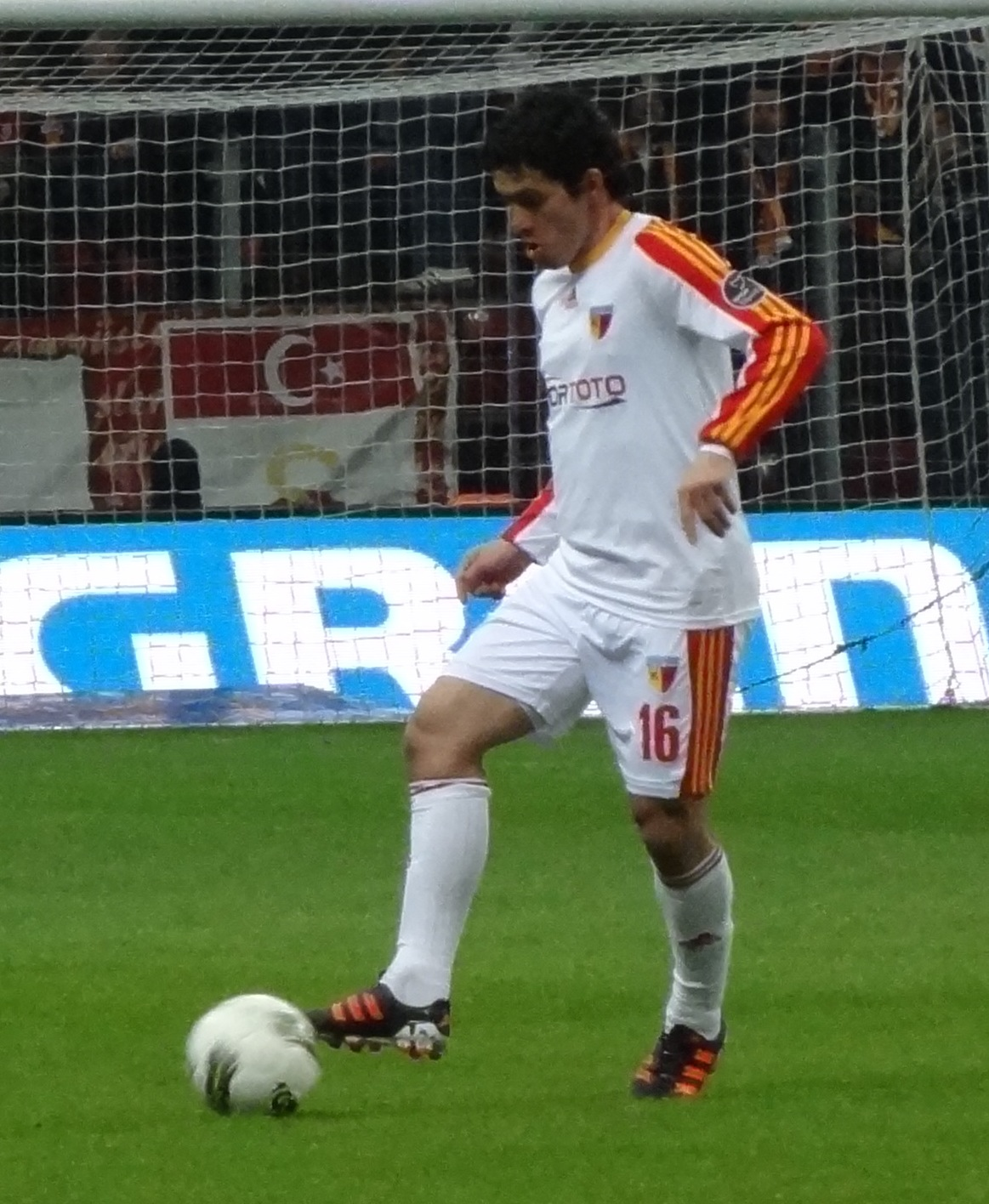
Riveros no Kayserispor, da Turquia

No dia 7 de junho de 2013, a direção do Grêmio anunciou a contratação de Riveros. A chegada em Porto Alegre está prevista para o dia 11, quando o jogador irá realizar exames médicos e assinar contrato por dois anos.
Marcou um gol na estreia do Grêmio sobre o Nacional na Libertadores, garantido a vitória do clube gaúcho.

## Títulos
Libertad
- Campeonato Paraguaio: 2006 e 2007